# John L. Lewis (Gewerkschafter)

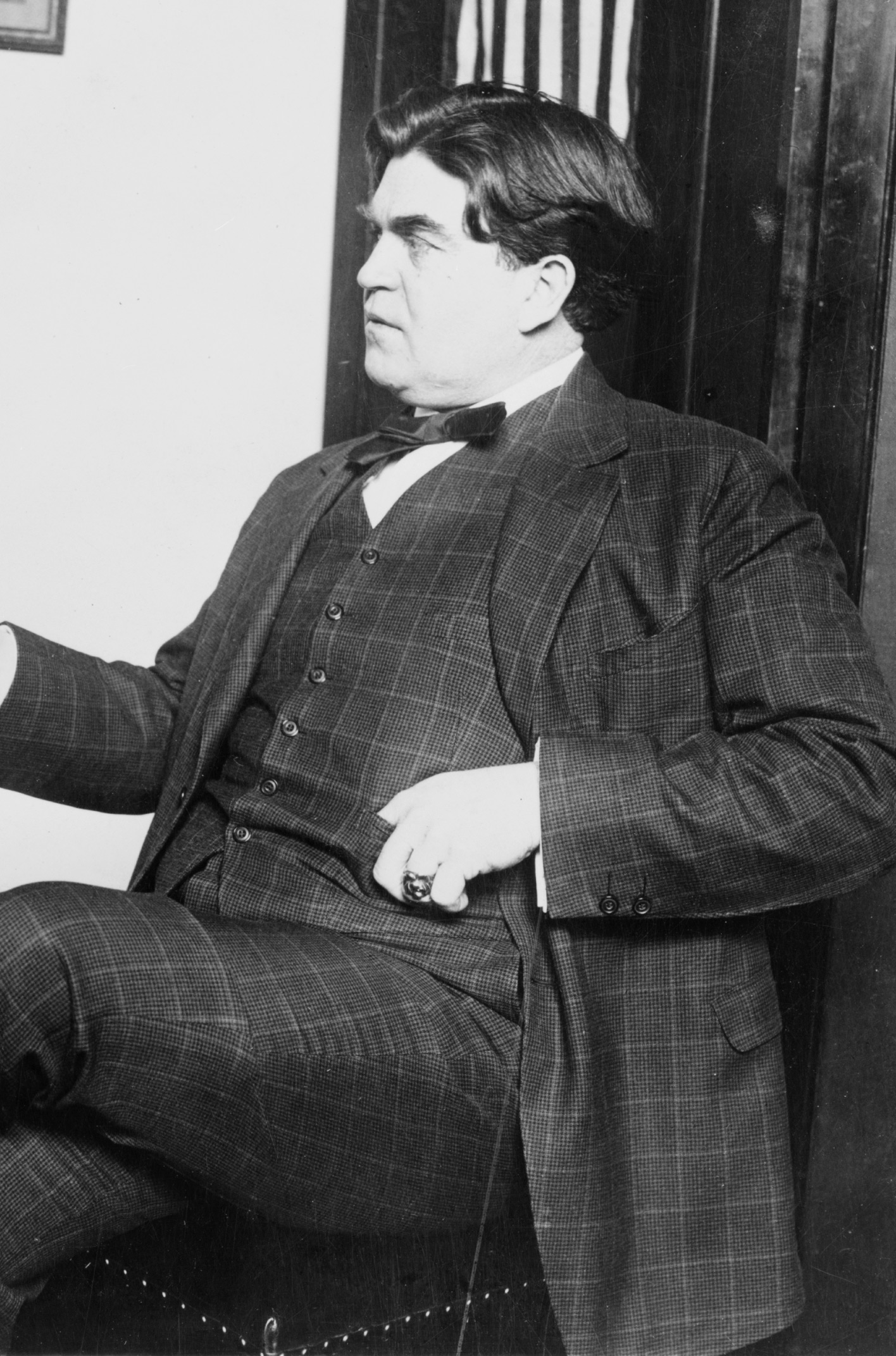
John L. Lewis

John L. Lewis (* 12. Februar 1880 als John Llewellyn Lewis in Cleveland Township in der Nähe von Lucas, Iowa; † 11. Juni 1969 in Alexandria) war ein US-amerikanischer Gewerkschafter und in den Jahren 1920 bis 1960 Präsident der United Mine Workers of America (UMWA), sowie, in den Jahren 1935 bis 1940, des Congress of Industrial Organizations (CIO).

## Leben
Lewis wurde 1880 als Sohn walisischer Einwanderer in Lucas geboren, wo er auch schon bald als Teenager in der BIG HILL-Mine zu arbeiten begann. Im Jahre 1910 schloss er sich der UMWA an und wurde schon kurz darauf in ein Amt gewählt. Bereits 1919, also nur 9 Jahre nach seinem Eintritt, wurde er, nachdem er zuvor bereits Statistiker und Vizepräsident der UMWA war, amtierender Präsident. Dieses Amt wurde ihm 1920 durch Wahl auch offiziell zugesprochen. Die UMWA war ein Teil der American Federation of Labor (AFL) und löste sich erst 1938 im Rahmen der Abspaltung des CIO. Der CIO bestand zunächst aus sieben Gewerkschaften und hatte bereits 1937 mehr Mitglieder als die restliche AFL,. Lewis war eine der treibenden Kräfte hinter der Gründung des CIO und seit 1935 ihr Vorsitzender. Nach seinem Rücktritt als Präsident der CIO ließ er die Stahlarbeiter ausgliedern, um sie 1944 der AFL beizuordnen. Im Jahr 1921 versuchte Lewis mit Hilfe William Z. Fosters die Präsidentschaft der AFL von Samuel Gompers zu übernehmen, scheiterte allerdings.

## Kritik

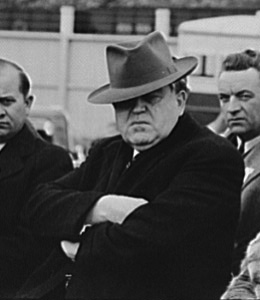
Joe L. Lewis bei einem Treffen mit Bergarbeitern

John L. Lewis wurde dafür kritisiert, dass er sich im spanischen Bürgerkrieg nicht deutlich, wie es die meisten Gewerkschafter taten, auf die Seite der Republik stellte, wohl um den Katholiken innerhalb seiner Gewerkschaft nicht zu nahe zu treten. Damit stellte er sich sowohl gegen den gemäßigten Flügel als auch gegen Anhänger der CPUSA, welche zu dieser Zeit auch einen nicht unbedeutenden Teil der CIO stellten. Dieser mangelnde Respekt vor der Meinung der Gewerkschaftsangehörigen wurde von Mitgründern der CIO kritisiert: Er handhabe die Gewerkschaft zu autokratisch.